# Serie B FIAF 1991
La Serie B FIAF 1991 è stata la settima edizione del terzo livello del campionato italiano di football americano (quarta con la denominazione B); è stato organizzato dalla Federazione Italiana American Football.

## Regular season

### Classifica

#### Girone A
| Pos. | Squadra               | %V    | G | V | N | P | PF  | PS  |
| ---- | --------------------- | ----- | - | - | - | - | --- | --- |
| 1    | Redskins Verona       | 1.000 | 8 | 8 | 0 | 0 | 161 | 24  |
| 2    | Islanders Venezia     | .750  | 8 | 6 | 0 | 2 | 128 | 48  |
| 3    | Barbarians Alpe Adria | .375  | 8 | 3 | 0 | 5 | 82  | 72  |
| 4    | Wildcats Vicenza      | .375  | 8 | 3 | 0 | 5 | 81  | 85  |
| 5    | New Giants Bolzano    | .000  | 8 | 0 | 0 | 8 | 36  | 259 |

#### Girone B
| Pos. | Squadra                   | %V   | G  | V | N | P  | PF  | PS  |
| ---- | ------------------------- | ---- | -- | - | - | -- | --- | --- |
| 1    | Seagulls Salerno          | .800 | 10 | 8 | 0 | 2  | 180 | 54  |
| 2    | Mad Bulls Trani           | .700 | 10 | 7 | 0 | 3  | 189 | 90  |
| 3    | Cavalieri Castelli Romani | .650 | 10 | 6 | 1 | 3  | 144 | 92  |
| 4    | Oaks Napoli               | .450 | 10 | 4 | 1 | 5  | 172 | 114 |
| 5    | Kings Napoli              | .400 | 10 | 4 | 0 | 6  | 100 | 89  |
| 6    | Green Hawks Barletta      | .000 | 10 | 0 | 0 | 10 | 0   | 346 |

#### Girone C
| Pos. | Squadra                   | %V   | G  | V | N | P  | PF  | PS  |
| ---- | ------------------------- | ---- | -- | - | - | -- | --- | --- |
| 1    | Black Knights Rho         | .900 | 10 | 9 | 0 | 1  | 184 | 54  |
| 2    | Squali Golfo del Tigullio | .600 | 10 | 6 | 0 | 4  | 222 | 60  |
| 3    | Wasps Vigevano            | .600 | 10 | 6 | 0 | 4  | 154 | 113 |
| 4    | Knights Alessandria       | .600 | 10 | 6 | 0 | 4  | 126 | 174 |
| 5    | Starfighters Ciriè        | .300 | 10 | 3 | 0 | 7  | 66  | 197 |
| 6    | Bengals Brescia           | .000 | 10 | 0 | 0 | 10 | 20  | 174 |

#### Girone D
| Pos. | Squadra            | %V    | G | V | N | P | PF  | PS  |
| ---- | ------------------ | ----- | - | - | - | - | --- | --- |
| 1    | Elephants Catania  | 1.000 | 8 | 8 | 0 | 0 | 165 | 20  |
| 2    | Red Eagles CZ      | .625  | 8 | 5 | 0 | 3 | 160 | 99  |
| 3    | Achei Crotone      | .625  | 8 | 5 | 0 | 3 | 98  | 67  |
| 4    | Kaimani Erice      | .125  | 8 | 1 | 0 | 7 | 42  | 134 |
| 5    | Blackstars Palermo | .125  | 8 | 1 | 0 | 7 | 43  | 188 |

#### Girone E
| Pos. | Squadra            | %V    | G | V | N | P | PF  | PS  |
| ---- | ------------------ | ----- | - | - | - | - | --- | --- |
| 1    | AFT Parma          | 1.000 | 6 | 6 | 0 | 0 | 142 | 38  |
| 2    | Renegades Firenze  | .500  | 6 | 3 | 0 | 3 | 81  | 70  |
| 3    | Nightmare Piacenza | .500  | 6 | 3 | 0 | 3 | 102 | 96  |
| 4    | Condor Grosseto    | .000  | 6 | 0 | 0 | 6 | 39  | 160 |

## Verdetti
- AFT Parma, Elephants Catania, Redskins Verona e Seagulls Salerno promossi in A2.